# Códigos de área 215 y 267

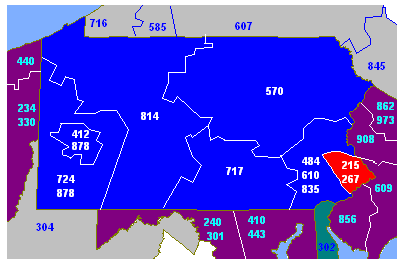
Pensilvania en azul con el código de área 215/267 en rojo

215 y 267 son los códigos de área norteamericanos para el estado de Pensilvania, abasteciendo a la esquina sureste del estado incluida la ciudad de Filadelfia y sus suburbios del norte y oeste. El 215 fue uno de los códigos de área originales establecidos en 1947. El 8 de enero de 1994, la zona servida por el 215 fue dividida, lo que propició que la mayoría de los suburbios se cambiasen al códigos de área 610, mientras que Filadelfia y sus suburbios cercanos permanecieron en el 215. El código 267 se estableció el 1 de julio de 1997.

## Condados servidos por este prefijo
- Condado de Berks (solo Hereford)
- Condado de Bucks (todos menos la parte noreste)
- Condado de Lehigh (solo la parte extrema sur)
- Condado de Montgomery (parte oriental significate)
- Condado de Filadelfia